# Vicko Lovrin
Vicko Lovrin († Dubrovnik, 1517. ili 1518.) – hrvatski slikar
Sin je slavnoga dubrovačkoga slikara Lovre Dobričevića, prezime je dobio po imenu oca. I njegov stariji brat Marin Lovrin bio je slikar. Školovao se u slikarskim radionicama u Italiji, učio je od Mlečanina Bartolomea Vivarinija i drugih. Vratio se u Dubrovnik 1497. godine i s bratom Marinom otvorio je zajedničku radionicu za slikarstvo i rezbarenje drveta. Godine 1506., Vicko se odvojio i počeo raditi samostalno. Naslikao je 1508. godine oltarnu sliku u kapelici sv. Bartola u ženskom samostanu sv. Marka u Dubrovniku. Godinu kasnije, naslikao je triptih za oltar crkve sv. Mihajla u franjevačkoj crkvi u Cavtatu po narudžbi Dubrovčanina Vlaha Radošalića. Taj njegov rad jedini je sačuvan, ali govori o velikom slikarskom umijeću. Umro je 1517. ili 1518. godine. 